# Lenguas uralo-siberianas
Las lenguas uralo-siberianas son una hipotética macrofamilia conformada por las siguientes lenguas:
- Urálicas
- Yucaguiras
- Chucoto-camchatcas
- Esquimo-aleutianas

Fue propuesta en 1998 por Michael Fortescue un experto en lenguas chucoto-camchatcas y esquimo-aleutianas, sin embargo esta teoría no ha obtenido aún amplio reconocimiento. Como propuesta filogenética de largo alcance esta propuesta, extiende la hipótesis uralo-yukaghira

## Antecedentes históricos
Las similitudes entre las lenguas urálicas y esquimales fueron observadas muy pronto. En 1746 el teólogo danés Marcus Wöldike comparó el húngaro con el groenlandés encontrando semejanzas estructurales. Análogamente, en el filólogo danés Rasmus Rask relaciona el léxico del groenlandés con el finés.
En 1959, el lingüista noruego Knut Bergsland publicó su Hipótesis esquimo-urálica, con un número de similitudes gramaticales y de léxico. En 1962 el lingüista estadounidense-mexicano de origen moldavo Morris Swadesh relacionó las lenguas chucoto-camchatcas con las esquimo-aleutianas en su libro Linguistic relations across the Bering Strait, un título evocado por el libro de Fortescue de 1998.

## Fonología, léxico y morfología
Se ha encontrado similitudes a nivel del lugar de articulación de las consonantes, especialmente en labiales, dentales, palatales y velares, además de otros fonemas. En cuanto al léxico, Fortescue (1998) elaboró una lista de 94 palabras que guardan correspondencia con al menos 3 de las 4 familias mencionadas. Las principales similitudes morfológicas serían las siguientes:
| *-t | plural                  |
| *-k | dual                    |
| *m- | 1.ª persona             |
| *t- | 2.ª persona             |
| *ka | pronombre interrogativo |
| *-n | caso genitivo           |

## Relaciones
El reconocimiento de las lenguas uralo-siberianas podría ser un respaldo para otras hipótesis mayores como las siguientes:
- Hipótesis indo-urálica, de las lenguas indoeuropeas, urálicas y yucaguires (Thomsen 1869)[2] o hipótesis indoeuropeo-urálico-siberiana.[3]

- Hipótesis euroasiática, que a las lenguas uralo-siberianas se añade las indoeuropeas, altaicas, las ainu-nipo-coreanas, nivejí y etruscas.[4]

- Hipótesis nostrática, propuesta hecha en 1903 y actualizada en 2008,[5] en donde al grupo eurasiático descrito en el párrafo anterior, se añade las lenguas afroasiáticas, drávidas y kartvelianas.